# Стрельчиха (деревня)
Стрельчиха — деревня в Кимрском районе Тверской области. Входит в состав Приволжского сельского поселения.

## География
Находится в юго-восточной части Тверской области на расстоянии приблизительно 23 км на север-северо-восток по прямой от районного центра города Кимры в правобережной части района.
Располагается у речки Чечера, притока Печухни. На юге находится железнодорожная платформа Стрельчиха.

## История
Известна с 1628 года как пустошь. В 1775 году уже деревня, владение князя С. М. Голицына. В 1851 году учтено 49 дворов. В 1859 году здесь (деревня Калязинского уезда Тверской губернии) был учтен 51 двор.

## Население
Численность населения: 295 человек (1851 год), 314 (1859), 9 (русские 100 %) в 2002 году, 13 в 2010.